# Parcours aménagé de formation initiale
Nahyl (ANDRIANIRINA Nandrianintsoa)

ANDRIANIRINA Nandrianintsoa (né le 27 octobre 2002 à Fianarantsoa I, Madagascar), connu sous son nom de scène Nahyl ou Nahyl Naking, est un rappeur et musicien malgache. Actif depuis 2015, il s'est fait un nom dans la scène musicale urbaine malgache grâce à son mélange unique de rythmes Hip Hop, incluant le Trap, l’Afro, et le Dancehall.
 (avril 2019).
 (avril 2019).
Si vous disposez d'ouvrages ou d'articles de référence ou si vous connaissez des sites web de qualité traitant du thème abordé ici, merci de compléter l'article en donnant les références utiles à sa vérifiabilité et en les liant à la section « Notes et références ».
Le parcours aménagé de formation initiale est un dispositif qui s’inscrit dans la lutte contre le décrochage et l’échec scolaire, proposé par le Ministère français de l'Éducation nationale dans l'intitulé « Vaincre le décrochage scolaire », en 2015.  Il permet à l’élève en décrochage scolaire de faire « une pause » dans son parcours. On lui permet de suivre des aménagements d’activités encadrés qui sont proposés par l’établissement ou par l’élève.

## Pour qui?
Les élèves volontaires en situation d’échec ou de décrochage scolaire repérés par la GPDS (groupe de préventions contre le décrochage scolaire), qui ont entre 15 et 18 ans. Les équipes éducatives et pédagogiques, le GPDS, la MLDS (mission de lutte contre le décrochage scolaire), les parents d’élèves, et les élèves volontaires entrant dans ce cadre.

### Objectif de ce dispositif
On[Qui ?] permet au jeune concerné de sortir du cadre scolaire mais de garder son statut, quel que soit son parcours initial.
Il peut intégrer un service civique ou avoir un stage en entreprise.
S'il intègre un service civique, l’élève est toujours sur son statut scolaire, il doit mettre en place une convention avec l’association qu’il veut intégrer en précisant le nombre d’heures passées au sein de l’organisation qui va le prendre en charge.
S'il choisit le stage en entreprise il garde son statut scolaire et une convention de stage doit être réalisé entre l’entreprise, l’établissement scolaire et l’élève.

### L'après dispositif
L’élève peut continuer son parcours initial ou être réorienté (formation initial, apprentissage, stagiaire dans la formation professionnelle, …)
Les compétences acquises par le dispositif sont valorisées et formalisées par l’application Folios. Celle-ci a été testée entre 2013 et 2014 et est aujourd’hui toujours en cours de lancement[évasif]. 
L’outil est utilisé pour ce dispositif pour valoriser les compétences scolaires et extrascolaires et diffuse les usages numériques auprès des enseignants et des élèves.

### Comment le dispositif est mis en place? Qui sont les référents?
Tout d’abord, on repère l’élève en difficulté. On met en place un diagnostic de la situation du jeune et on met en place le parcours qui lui correspond (un contrat d’objectifs individualisés – mis en place par la famille et le candidat – une validation par le Conseil d'administration d'établissement). Ensuite, l’élève est suivi par son référent tout le long de son parcours. Pour finir, on met en place un bilan valorisant l’expérience et les compétences acquises tout au long du dispositif.

## Modalités de mise en œuvre?
Il y a un choix des territoires et établissements qui proposent ce parcours aménagé de formation initial. Ce sont les autorités académiques qui choisissent les territoires qui seront les plus concernés par le décrochage et l’échec scolaire. Ils choisissent en fonction des résultats des différentes académies du territoire français.

### Conditions de réussite?
L’Implication du corps enseignants et de toutes les équipes pédagogiques est primordiale. Les établissements doivent travailler ensemble pour parvenir à une réussite du dispositif. Il doit y avoir un suivi régulier de l’élève et un bilan final du dispositif.

### Facteurs de risques et de vigilance?
Il y a un risque d’abandon des études auprès des élèves et donc de provoquer l’échec scolaire. Fin du support apporté des jeunes qui pourraient être bénéficiaires du dispositif par les établissements scolaires : l’établissement se déresponsabilise de la suite du parcours scolaire de l’élève.